# Urban Rivals
Urban Rivals est un jeu en ligne massivement multijoueur de collection de cartes avec plus de 2000 cartes différentes à collectionner et à faire évoluer pour affronter en direct des dizaines de milliers d'autres joueurs.

## Historique
Initialement appelé Clint Fighting, Urban Rivals est un jeu créé en 2003 par Acute Games/Boostr. Les premières versions du jeu ont été développées pour les plateformes internet mobiles iMode et Wap. À partir de 2006, le jeu est transposé sur internet et le mobile est alors abandonné jusqu'au lancement des versions iPhone en 2010 et Android en 2011.

## Présentation
Urban Rivals est un jeu de cartes multijoueurs en ligne. Chaque carte représente un personnage (généralement inspirée de personnalités connues, réelles ou fictives) et possède des points de puissance et de dégâts (de 1 à 9). De plus, ils appartiennent tous à un clan. Certaines cartes ont un pouvoir et si le joueur a au moins 2 cartes du même clan, il obtient un bonus de clan. Chaque carte possède plus d'un niveau et les pouvoirs demandent souvent un certain niveau pour se déclencher. Une carte peut posséder un pouvoir différent en fonction de ses évolutions.
L'inscription est gratuite et elle permet au joueur de débloquer 8 cartes provenant de 3 clans différents. Cela est la stratégie classique. Tous les 15 jours, le vendredi, quatre nouvelles cartes sont publiées (New Bloods) et, tous les ans, quatre cartes rattachées à un nouveau clan sont publiées.

## Points de combats et d'expérience
Après chaque jeu, les joueurs reçoivent des points de combats qui permettent d'augmenter son niveau et éventuellement de débloquer des salles de jeux ou des possibilités telles que créer des événements. Le nombre de points est plus élevé lorsque l'on gagne par K.O. (plus aucun points de vie pour l'adversaire) et qu'il nous reste des pillz (augmenteurs d'attaque), suivant le nombre de rounds joués ou par la présence de cartes possédant un boost de points lors du tirage. En revanche, le joueur qui meurt ou abandonne un combat perd 20 points de combat et voit diminuer son pourcentage de Fair Play. Le pourcentage de Fair Play est également diminué lors de l'expiration de combats.
Les personnages reçoivent de l'expérience (XP) après chaque combat, ce qui permet de gagner des niveaux et devenir plus fort. Les personnages gagnent plus d'XP lors de combats contre des personnages à un niveau plus élevé. Il existe également une jauge d'expérience, remplie par la participation à des combats, permettant de faire gagner de l'XP aux personnages sans passer par les combats.

## Cartes
Rareté
La rareté d'une carte définit la fréquence de distribution de celle-ci dans le jeu. D'une forte corrélation avec sa puissance in game, la rareté d'une carte est souvent liée au coût de celle-ci sur le market. Il existe au total 6 raretés possibles, classées dans ordre croissant de rareté:
1. Commune: ce sont les cartes les plus facilement obtenable. Étant les plus courantes, ce sont donc généralement les cartes se vendant le moins cher. Elles sont disponibles en tant que récompenses, sur la roue normale, sur le market et dans les packs de personnages.
2. Inhabituelle: Beaucoup moins fréquentes que les communes, les inhabituelles se vendent également plus chers. Comme les communes, elles sont disponibles en tant que récompenses, sur la roue normale, sur le market et dans les packs de personnages.
3. Rare: Encore moins présentes que les inhabituelles, elles sont souvent le symbole de cartes très puissantes et se monnayant à un prix élevé. Comme les deux autres catégories, elles sont disponibles en tant que récompenses, sur la roue normale, sur le market et dans les packs de personnages.
4. Collector: lié au départ du personnage dans le lore du jeu, les collectors ont un système de distribution particulier: elles ne sont en effet obtenables qu'en tant que récompenses, sur la roue des tickets, sur le market, dans le casino de Carmine ou dans les packs collectors.
5. Mythique: Degré de rareté le plus élevé du jeu, une mythique a des conditions d'obtention encore plus restrictives: uniquement sous la forme de récompenses,sur le market et lors d'Happy Hour sur la roue des tickets.

- Légendaires: catégorie de cartes à part, les légendaires étaient les seules cartes non revendables du jeu. Elles ne sont pas non plus obtenables dans les packs, mais uniquement lors de récompenses de missions et dans le mode Arcade.

Market
La particularité d'Urban Rivals est la présence d'une plateforme de revente des personnages in-game: une carte peut donc être revendue à la vue de tous les autres joueurs pour un prix fixé en Clintz (La vente sera cependant taxée de 5 %). Il est donc techniquement possible d'acheter tous les personnages du jeu, sous réserve d'avoir une quantité de Clintz suffisant. Le prix minimal de revente d'une carte est de 50 Clintz. Le record de mise en vente de cartes atteint presque les 2 milliards de Clintz. Une carte peut également être revendu directement à un joueur (toujours avec une taxe de 5 %) mais peut aussi être revendu à Kate (pour un prix fixe défini par la rareté de la carte). Cette dernière manœuvre a pour conséquence de détruire l’exemplaire vendu de la carte. Un personnage pouvant être obtenu en plusieurs exemplaires par un même joueur, le market subit régulièrement des spéculations résultants en des mouvements financiers comme des OPA.
Monnaies
Il existe 2 monnaies différentes permettant chacune d'accéder à des services particuliers
- Clintz: monnaie officielle du jeu, elle est obtenable lors de combats, en vendant des personnages, sous la forme de récompenses ou par achat avec des crédits.
- Crédits: Les crédits sont achetables en échange d'argent réel et sont utilisables pour acheter des packs de 5 à 62 cartes.

Leader
Les Leaders sont un clan à part du jeu qui a la particularité d'avoir un pouvoir appuyant toute l'équipe lors du tirage. De rareté rare, une carte du clan des leaders est obtenue tous les cinq niveaux jusqu'au niveau 50 puis tous les 10 niveaux jusqu'au niveau 100 puis tous les 50 niveaux jusqu'au niveau 200  . Depuis le 10 février 2021, une carte Oculus est obtenue de manière aléatoire comme récompenses tous les 10 niveaux pour tous les joueurs dépassant le niveau 300

## Mode de jeu
Au début, après le tutoriel, les joueurs peuvent jouer en mode solo, puis à partir du niveau 10, le joueur peut jouer en deathmatch puis, à partir du niveau 15, il peut jouer en EFC et, à partir du niveau 20, en mode Survivor. En EFC, les joueurs commencent avec 0 points. Ils peuvent défier des gens ayant jusqu'à 150 de plus et jusqu'à 50 points de moins qu'eux. Ils font plus de points s'ils gagnent contre un joueur ayant plus de points qu'eux ou par la présence de cartes présentant un boost de points. Certaines cartes sont bannies du mode EFC et/ou du mode Tournois.
Arcade
Faisant partie des rares modes solos du jeu, le joueur devra affronter une intelligence artificielle avec un deck prédéfini (il peut donc affronter l'IA avec des cartes qu'il ne possède pas dans sa collection). Découpée en saison et en donjon, les récompenses sont obtenues à des points définis. C'est également l'unique mode de jeu permettant de gagner certaines cartes légendaires.
Coliseum
Mode de jeu éphémère, durant l'espace de quelques jours avec une possibilité de cartes très restreintes (généralement autour d'une thématique) et accompagné de récompenses souvent fructueuses.
Deathmatch
Mode de jeu un temps en continu qui est désormais éphémère. Il prend la forme de tournois d'une quinzaine de minutes dont l'objectif est d'accumuler le plus de points possibles grâce à des bonus multiples comme le Buzz Kill (battre un joueur dans une série de victoire) ou Revenge (battre un joueur vous ayant battu dans le tournoi en cours)
The Dojo
Mode de jeu tutoriel permettant au joueur de se familiariser avec les pouvoirs présents dans le jeu. Une récompense est distribuée après chaque tutoriel réalisé avec succès (une seule fois par tutoriel)
Elo Fighting Championship (EFC)
Se déroulant sous la forme de saison pouvant s'étaler sur plusieurs semaines, ce mode de jeu se veut comme le plus stratégique de celui-ci (récompenses en euros réels lors de saison Cash prize). C'est un mode où s'affronte des joueurs avec un deck construit selon des règles strictes avec pour but d'avoir le plus de points à la fin de la saison. Le joueur gagne des points lors d'une victoire et en perd lors d'une défaite. Le nombre de points gagnés ou perdus dépendant du classement joueur adverse affronté ainsi que de la présence de cartes avec bonus de points lors du tirage. Une boîte contenant de multiples récompenses est disponible de manière hebdomadaire au bout de 10 combats effectués.
Events
En décembre 2008, la possibilité de créer des évènements (souvent surnommés events) a été ajoutée au jeu. Des milliers ont été créés en peu de temps dont la plupart représentent des loteries, création d'histoires ou interguildes. Ce sont la plupart du temps des tournois avec des restrictions différentes pour chacun des événements. À partir du niveau 40, la possibilité de créer des Events s'offre automatiquement au joueur. Les règles y sont entièrement paramétrables.
Free Fight
Mode de jeu avec le moins de règles de construction de deck, il est pratique pour l'accomplissement de missions et privilégié pour la montée de niveau.
Tournois Quotidiens (TQ)
Toutes les heures, il y a un tournoi où les joueurs s'affrontent l'espace d'une heure afin d'accumuler le plus de points possibles. Les abandons ne pénalisent pas le joueur abandonnant mais donne des points au joueur adverse (y compris lors d'une expiration de combat). À la fin de chaque tournois des récompenses sont distribuées en fonction du classement des joueurs sous la forme de Clintz, crédits et tickets. Depuis février 2021, les tournois de Type différents ne s'effectue plus en parallèle mais s'alternent:
1. En heures impaires, le tournoi s'effectura suivant une composition de Type T1[6] (utc+1)
2. En heures paires, le tournoi s'effectura suivant une composition de Type T2[7](utc+1)

Survivor
Mode de jeu considéré comme le plus hardcore ayant pour principe d'accumuler la plus longue série de victoires. Les récompenses sont distribuées de manière quotidienne.
Terminus
Mode de jeu éphémère se rapprochant du Survivor mais avec des decks imposés comme en mode Arcade
Training (ou anciennement Hanger Abandonné)
Mode destiné à l'évolution des personnages divisé en 2 salles: No pillz et avec Pillz. C'est donc l'unique mode de jeu où aucun des joueurs n'a de pillz en début de combat (et les pouvoirs en rapport avec les pillz sont désactivés)

### Personnages
Le jeu comporte plus de 2000 personnages, rattachés à 33 clans différents.
Chaque personnage est caractérisé par un niveau, représenté par un nombre d'étoiles (de 1 à 5). Plus le niveau d'une carte est élevé, plus elle sera généralement puissante : en évoluant, les personnages améliorent leurs statistiques et, pour la plupart, gagnent un pouvoir.
Toutes les deux semaines, le vendredi, 4 nouvelles cartes sont publiées. Ce à quoi s'ajoutent quelques sorties spéciales, notamment :
- les "Miss Clint City" : Miss Chloe (Clan Sentinel), Miss Lulabee (Clan Ulu Watu), Miss Jessie (Clan All Stars), Miss Stella (Clan Sahkrohm) et Miss Lizbeth (Clan Piranas), Miss DerbyQueen (Clan Huracan), Miss Nova (Clan Roots), Miss Xingshu (Clan Skeelz), Miss Sloane (Clan Raptors) et Miss Pandora (Clan Nightmare), Miss Jigi (Clan Junkz) respectivement gagnantes du concours « Miss Clint City » éditions 2007, 2008, 2010, 2011, 2012, 2013, 2014, 2015, 2016, 2017 et 2018. Ce concours consiste en l'élection d'un personnage féminin comme le plus beau dans le jeu par un vote entre les candidates choisis par les joueurs.

- les cartes "Noël" : Gaia Noel (Clan Ulu Watu), Olga Noel (Clan Freaks), Hawkins Noel (Clan Piranas), Aigwon Noel (Clan Skeelz), Lola Noel (Clan Berzerk), Brampah Noel (Clan Frozn), Clover Noel (Clan Pussycats), Kenjy Noel (Clan Riots), Lucky Noel (Clan Raptors), Oon Noel (Clan Hive) et Poppy Mary Noel (Clan Ghostown) : personnages qui sont apparus dans le jeu à l'occasion des festivités de Noël 2007, 2008, 2009, 2010, 2011, 2012 et 2013 respectivement. Il s'agit de rééditions de personnages déjà existants : Gaia (Ulu Watu), Olga (Freaks), Hawkins (Piranas), Aigwon (Skeelz), Lola (Berzerk), Brampah (Frozn), Clover (Pussycats), Kenjy (Riots), Lucky (Raptors), Oon (Hive) et Poppy Mary (Ghostown) ; avec des statistiques et des graphismes différents. Ils ont été automatiquement distribués à tous les joueurs qui se sont connectés pendant les quelques jours où la carte a été distribuée.

- les cartes « légendaires » (Ld), qui ne sont des persos disponibles ni dans la boutique ni sur le Market mais uniquement en faisant des missions « légendaires » en rapport avec le clan du personnage Ld ou via le mode de jeu Arcade.

Certaines cartes sont des caricatures de personnes ou personnages connus comme Mister T, Elvis Presley, le Dr Lawrence Gordon, Mini-moi, parmi d'autres.
Quelques cartes peuvent gagner en 1 round (one shoot) comme Kolos (Nightmare), Kinjo, Lost Hog (Fang Pi Clang), Dacote, Raven, Général Cr, Mechakolos (Gheist), Shizawa . Elles sont capables de prendre au moins 12 points de vies. D'autres le peuvent avec l'aide du Leader Timber.

### Clans
Tous les personnages du jeu sont répartis en 32 clans ayant chacun un bonus spécial.
- All Stars (-2 puissance adverse minimum 1)
- Bangers (Puissance +2)
- Berzerk (-2 vie adverse minimum 2)
- Cosmohnuts (Tune Out [9])
- Dominion (Croissance: -1 Puis. Adv., Min 4)
- Fang Pi Clang (Dégâts +2)
- Freaks (Poison 2 minimum 3 [10])
- Frozn (revanche : Puissance et Dégâts +2 [11])
- Gheist (stop pouvoir adverse)
- Ghostown (Puis. et Dég. +1 de jour, -1 Puis. et Dég. adv de nuit)
- Huracan (+1 attaque par vie restante)
- Hive (Equalizer : -3 attaques adverses minimum 5 [12])
- Jungo (+2 vie)
- Junkz (Attaque +8)
- Komboka (+1 vie et pillz)
- La Junta (Dégâts +2);
- Leader (Annule leader [13])
- Montanas (-12 attaques adverses minimum 8)
- Nightmare (Stop bonus adverse)
- Oculus (Infiltré [14])
- Paradox (Asymétrie dégâts +3 [15])
- Piranas (Stop bonus adverse)
- Pussycats (-2 dégâts adverse minimum 1)
- Raptors (Annul. modif. attaques adverse)
- Rescue (Support: Attaque +3)
- Riots (Victoire ou Défaite : +1 Pillz)
- Roots (Stop pouvoir adverse);
- Sakrohm (-8 attaque adverse minimum 3)
- Sentinel (Attaque +8)
- Skeelz (Protection: Pouvoir)
- Ulu Watu (Puissance +2)
- Uppers (-10 attaque adverse minimum 3)
- Vortex (Défaite: récupère 2 pillz sur 3).

### Les Clubz
Les joueurs ont la possibilité de s'associer en guildes. Une guilde peut être librement créée (à partir du niveau 10) par un joueur, et d'autres joueurs, à partir du niveau 5, peuvent la rejoindre. Chaque guilde dispose d'un forum et d'une salle de guilde (où les joueurs de la guilde peuvent s'affronter entre eux).
Un Club est évaluée sur l’activité de ses membres. C’est cette activité cumulée qui donnera son niveau (et non le niveau des membres), et c’est aussi sur ce critère que seront classés les clubs et les membres au sein de chaque club. Le CLub choisit des bonus dont bénéficieront ses membres. À chaque niveau, il gagne un point qui lui permet d’acquérir un nouveau bonus ou de faire monter le niveau d’un bonus. Certains de ces bonus ne seront accessibles qu’à partir d’un certain niveau de CLub.
Ainsi, outre l'aspect social (conseils de progression, convivialité...), adhérer à un club fournit aux joueurs des avantages matériels (bonus de points d'expérience...).

## Adaptations
Plusieurs bandes dessinées de 9 planches sont parues sur le site et ont été réunies dans un ouvrage physique de 46 pages sous le titre Rien ne va plus !. Une série de mangas a été lancée en 2014.
Le studio Take Off a sorti une figurine représentant Kolos, un personnage du clan Nightmare.